# محمد الفايد
محمد الفايد (27 يناير 1929- 30 أغسطس 2023) ملياردير مصري ورجل أعمال، ولد بمدينة الإسكندرية في منطقة رأس التين من أب بسيط كان يعمل مدرساً للغة العربية وعمل الفايد في صغرة في أعمال كثيرة وعمل بميناء إسكندرية عتال بضائع وتنقل بين عدة أعمال. تزوج من سميرة خاشقجي الكاتبة وشقيقة رجل الأعمال وتاجر السلاح السعودي المعروف عدنان خاشقجي وبلغت ثروته 1,4 مليار دولار حسب تصنيف مجلة الفوربس العالمية.

## استثماراته
كان محمد الفايد قد كوّن ثروة بعد عمله مع عدنان خاشقجي ومن ثم في دبي بعد فكان هو أول من وضع أرصفة لميناء دبي مما جعل فيها الحياة وأصبح لدبي مرسى سفن من جميع أنحاء العالم مما أدى إلى زيادة الثقة بين الفايد والشيخ راشد فطلب منه الشيخ راشد أن يأتي له بشركات لاستخراج البترول وكان ذلك على نفقة الفايد شخصياً فذهب إلى الشركات الأجنبية التي تستخرج البترول وأقنعهم بأن يأتوا إلى دبي ويستخرجوا منها البترول وبالفعل تم استخراج 300000 برميل يومياً مما ساعد الفايد على تكوين ثروة هائلة وتحكم هو في سعر البترول ورفع سعره كما أنه كان بينه وبين الشيخ راشد اتفاقية تنص على مشاركة الفايد بأرباح 20% من أرباح البترول وفي الوقت نفسه كان قد سجّل الشيخ راشد عقدا للفايد بأن يمكث ميناء دبي تحت مسئولية وإدارة الفايد لمدة 25 عاماً وساهم في العديد من المشاريع في دبي وكان سبب النهضة والنقلة التاريخية التي انتقلت بها دبي من مباني طينية إلى ناطحات السحاب وبعد ذلك نقل نشاطه إلى بريطانيا واستقر بالإقامة فيها منذ عام 1974 م وقد اشتري فندق دور شستر في لندن وحقق ثروة بعد شرائه فندق ريتز الشهير في باريس الفخم عام 1979. تركزت العيون عليه حينما اشترى قصر دوق وندسور في باريس وقام بإرسال قائمة بمحتوياته من التحف إلى الملكة إليزابيث الثانية لكي تختار منها ما تشاء.
في عام 1983 م اشترى محمد الفايد في صفقة فريدة من نوعها محلات هارودز الشهيرة التي ضاعفت أرباحه بمقدار 3 أضعاف. باع محمد الفايد في مايو 2010 متاجر هارودز الشهيرة في وسط لندن لشركة قطر القابضة التي تمثل مصالح الأسرة الحاكمة في قطر، وقد تمت عملية البيع مقابل 1,5 مليار جنيه استرليني (1,7 مليار يورو). أمتلك نادي فولهام اللندني الذي يلعب في دوري الدرجة الممتازة في الدوري الإنجليزي بصفقة قيمتها 6.25 مليون جنيه إسترليني في العام 1997 قبل بيعه إلى الباكستاني شهيد خان في العام 2013. وله العديد من سلاسل الفنادق الفخمة في جميع أنحاء العالم إلى الآن.
الفترة التي لمع فيها نجم الفايد بعد قدومه من الخليج عندما اقتحم سوق المال واحتدم الصراع وبدأ الهجوم على الفايد حينما فاز بصفقة (هاوس أوف فريرز) والتي تتبعها محلات هارودز الشهيرة وهزم صديقه القديم رولاند الذي يملك صحيفة الأوبزرفر واستغل خصوم الفايد ذلك للتشهير به ومنهم أشرف مروان ووصلت المعركة إلى ساحة القضاء واستمرت سنوات، وشنٌ رولاند حربا شرسة عليه منذ عام 1990 وأقسم أن يطرد آل فايد كلهم من بريطانيا ولكنه خسرها بعدما أنفق ملايين الجنيهات الإسترلينية. تسبب محمد الفايد في استقالة مسئولين كبار بعد اتهامه جون ميجور رئيس الوزراء السابق بالوقوف ضده أثناء محاولته شراء صحيفة توداي البريطانية عام 1995 وتم بيعها رغما عنه لصالح الملياردير اليهودي ميردوخ.
يمتلك محمد الفايد، الذي لديه 4 أطفال من زوجته الفنلندية، ممتلكات عديدة في سري قرب لندن وقلعة من القرن الثامن عشر في اسكتلندا وقصراً في منتجع جشتاد السويسري وآخر في سان تروبيز. تتوزع أملاك الملياردير المصري بين الولايات المتحدة ولندن ودبي وباريس وسويسرا والريفيرا واسكتلندا وعشرات الأماكن الأخرى في العالم.
هو والد دودي الفايد وكاميليا الفايد. يلقب نفسه باّل فايد عن غير استحقاق حقيقي من وجهة نظر نقاده. حاول مرارا الحصول على الجنسية البريطانية وتم رفض طلبه في كل مرة برغم استثماراته الواسعة في بريطانيا والسبب التي أبدته سلطات منح الجنسية البريطانية (بالإنجليزية: Immigration and Nationality Directorate) هو عدم نزاهة محمد الفايد وعدم معرفة مصدر ثروته.
استقر محمد الفايد في سويسرا في منتصف عام 2002 م تقريبا بعد إخفاقه في الحصول على جواز سفر بريطاني بالرغم من امتلاك أبنائه الجنسية البريطانية. وأقام في المدينة القديمة وقد حصل على إقامة دائمة في إمارة موناكو مع عائلته، بعد صدور قرار من كانتون جنيف (يسري مفعوله ابتداء من يونيو 2004) بإلغاء ضريبة الوراثة مع استثناء المقيمين الأجانب. كان الفايد، الذي لا يحمل الجنسية البريطانية، قد انتقل من لندن، التي أقام فيها لمدة 35 سنة، إلى جنيف في ربيع 2003.
تتمتّع إمارة موناكو، ومساحتها 2 كيلومتر مربّع، بأفضل القوانين الضريبية في العالم من وجهة نظر الأغنياء: إعفاء كامل من ضريبة الدخل، ومن الضريبة على الثروات، ومن الضريبة على الوراثة، مع استثناء الأميركيين والفرنسيين. ويملك الفايد فيلا في «سان تروبيز» ويختاً بفرنسا.
ساد التوتر علاقة الفايد بالأسرة المالكة البريطانية بعد مصرع ابنه الأكبر عماد 'دودي' مع الأميرة ديانا في حادث سيارة في نفق ألما في باريس وقيل إنه من تدبير المخابرات البريطانية بسبب غضب القصر على علاقة دودي وديانا، ووجه الفايد الاتهام إلى الأمير فيليب زوج الملكة بأنه الرأس المدبر وراء الحادث.
بيعت متاجر هارودز للقابضة القطرية في 8 مايو 2010 بقيمة 1.3 مليار جنيه استرليني (2.5 مليار دولار) بعد منافسة شديدة بين عدة أطراف.

## حادث دودي الفايد والأميرة ديانا
في فبراير 1998 أدعى محمد الفايد أن حادث السير الذي توفيت بسببه الأميرة ديانا ونجله دودي الفايد كان نتيجة مؤامرة، وزعم لاحقًا أن الحادث كان مدبرًا من قبل جهاز الاستخبارات البريطاني بناءً على تعليمات من الأمير فيليب دوق إدنبرة. رفض تحقيق قضائي فرنسي مزاعمه، لكن الفايد استأنف الحكم. رفعت دعوى تشهير ضد الفايد من قبل نيل هاملتون.

كما أن عملية باجيت البريطانية وهي تحقيق لشرطة العاصمة اختتم في عام 2006 لم تعثر على أي دليل على وجود مؤامرة. كان الفايد قد قدم 175 "ادعاء مؤامرة" لعملية باجيت.

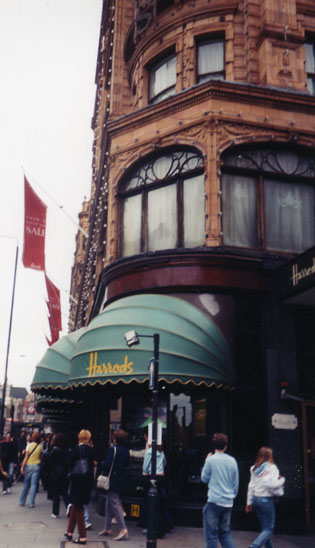
متجر هارودز المملوك لمحمد الفايد في وسط لندن.

في 2 أكتوبر 2007 بدأ تحقيق آخر في وفاة ديانا ودودي برئاسة القاضي سكوت بيكر في محكمة العدل الملكية بلندن واستمر ستة أشهر. كان هذا التحقيق هو استمرار للتحقيق الأصلي الذي بدأ في عام 2004.
في تحقيق سكوت بيكر، اتهم محمد الفايد كل من دوق إدنبرة وأمير ويلز والسيدة سارة مكوركوديل وشقيقتها وآخرين كثيرين بالتآمر لقتل أميرة ويلز. وادعى أن دافعهم هو أنهم لم يستطيعوا تحمل فكرة زواج الأميرة من مسلم (يقصد ابنه دودي).
في مايو 2001 صرح الفايد لأول مرة لصحيفة الديلي إكسبريس أن الأميرة ديانا كانت حاملاً،  وأنه كان الشخص الوحيد الذي يعلم ذلك. شهود التحقيق الذين تم استجوابهم قالوا إن الأميرة لم تكن حاملًا ولا يمكن أن تكون كذلك، كان هؤلاء الشهود جزءًا من المؤامرة وفقًا للفايد. نددت الصحافة بشهادة الفايد في التحقيق ووصفتها بأنها هزلية. واتهم أعضاء لجنة الأمن والمخابرات التابعة للحكومة البريطانية الفايد بتحويل التحقيق إلى "سيرك" ودعوا إلى إنهائه في الحال. في وقت لاحق، اعترف محامو الفايد خلال التحقيق بعدم وجود دليل مباشر يثبت تورط دوق إدنبرة أو جهاز الاستخبارات البريطاني في أي مؤامرة لقتل ديانا أو دودي. قبل أيام قليلة من تصريح الفايد، أُجبر جون ماكنمارا المحقق الكبير السابق في سكوتلاند يارد ومحقق الفايد لمدة خمس سنوات منذ عام 1997 على الاعتراف في 14 فبراير 2008 بأنه ليس لديه دليل يشير إلى وجود لعبة شريرة باستثناء تأكيدات الفايد له. كما اعترف بعدم وجود أدلة على مزاعم الفايد بحمل الأميرة وخطبة الزوجين.
في 7 أبريل 2008 حكمت هيئة المحلفين بأن كلا من ديانا ودودي "قُتلا بشكل غير قانوني" بسبب السرعة الزائدة والإهمال الجسيم للسائق هنري بول الذي كان مخموراً وبسبب المركبات التي كانت تلاحقهم.
كما وافق محامو الفايد على عدم القبول بفكرة وجود دليل يدعم الزعم القائل بأن ديانا تم تحنيطها بشكل غير قانوني لإخفاء الحمل، أو أنه يمكن تأكيد الحمل بأي دليل طبي. ووافقوا على عدم وجود دليل يدعم الزعم القائل بأن خدمات الطوارئ والطب الفرنسية لعبت أي دور في المؤامرة لإلحاق الأذى بديانا. بعد تحقيق بيكر قال الفايد إنه يتخلى عن فرضية المؤامرة وأنه سيقبل بحكم هيئة المحلفين.

## وصيته
في مارس من عام 2006 م أعلن مالك سلسلة متاجر هارودز البريطانية محمد الفايد أنه أوصى بتحنيط جثمانه بعد وفاته واستخدام المومياء كعقرب من عقارب الساعة العملاقة التي تزين قمة متجر هارودز الرئيسي الكائن في منطقة نايتسبرج اللندنية الراقية.
نقلت صحيفة ذا صن عن بيل ميتشل، الذي يعمل كمخرج فني لدى الفايد، قوله إن محمد الفايد اتخذ ذلك القرار «من منطلق حرصه على أن يبقى جزءاً مهماً من أجزاء متاجر هارودز بعد وفاته»، وأضاف ميتشل قائلاً: «أعتقد أن هذا المشروع سيكون ممتعاً للغاية بالنسبة لي شخصياً، لقد اختار السيد الفايد أن يتم استخدام جثمانه المحنط كعقرب للساعات لكي يبقى في حركة دائمة مع الزمن لسنوات طويلة بعد وفاته».

## وفاته
توفي الفايد يوم (30 أغسطس 2023) عن عمر يناهز 94 عاما و دفن يوم الجمعة 1 سبتمبر إلى جوار ابنه دودي الفايد في بارو جرين كورت بمقاطعة سري ، وأقيمت مراسم العزاء في مسجد لندن المركزي في ريجنتس بارك يوم الجمعة.

## روابط خارجية
- محمد الفايد على موقع IMDb (الإنجليزية)
- محمد الفايد على موقع الموسوعة البريطانية (الإنجليزية)
- محمد الفايد على موقع إن إن دي بي (الإنجليزية)
- محمد الفايد على موقع قاعدة بيانات الفيلم (الإنجليزية)